# Pantaleon
Pantaleon är ett musikinstrument, namngivet efter Pantaleon Hebenstreit som på 1690-talet förbättrade Hackbrädet och försåg det med 276 strängar, ett instrument som blev föregångare till Hammarklaveret. Hebenstreit var även en framstående virtuos på sitt instrument.
I Sverige gavs 1779 Pantaleonkonserter av tysken Georg Noëlli och senare av denne svenske lärjunge Carl Friedrich Wilhelm Salomoni.